# Ognjen Čančarević
Ognjen Čančarević (Огњен Чанчаревић, sinh 23 tháng 9 năm 1994) là một thủ môn bóng đá Serbia thi đấu cho U.S. Sassuolo Calcio.
Trước đó anh thi đấu cùng với FK Sloboda Užice, GP Zlatibor, FK Sloga Bajina Bašta và FK Sevojno. Anh gia nhập Radnički vào mùa hè 2009 và thi đấu 2 mùa giải ở Serbian First League, giành quyền chơi ở SuperLiga năm 2011.
Bố của anh, Milan, cũng là một cầu thủ bóng đá.